# Football Club municipal d'Aubervilliers
Maillots
Actualités
Dernière mise à jour : 27 septembre 2023.
Le Football Club municipal d'Aubervilliers  est un club français de football. Fondé en 1948 et situé à Aubervilliers, dans la proche banlieue nord de Paris, le FCM Aubervilliers évolue actuellement en National 2.
Après avoir atteint le troisième niveau de la hiérarchie française de 1991 à 1997, en Division 3 puis en National 1, le FCMA retombe jusqu'au niveau régional avant de retrouver, depuis quelques années, son niveau d'antan.

## Histoire
Le club est fondé en 1948 sous le nom de Club municipal d'Aubervilliers. Longtemps resté dans l'anonymat en ne disputant aucun championnat national, le CMA atteint le championnat de Division 4 en 1990 après avoir remporté le championnat de Division d'Honneur de la Ligue de Paris Île-de-France. Dès sa première saison à ce niveau, le club de Seine-Saint-Denis monte en Division 3 en terminant deuxième du groupe B. L'ascension des Albertivillariens ne s'arrête pas là, et après une honorable septième place en 1992, les joueurs terminent premiers du groupe Est de D3. Cette première place permet au club de disputer les barrages d'accession en Division 2. Cependant, les défaites face au SO Châtellerault (2-0) et au Stade briochin (0-1) condamnent Aubervilliers à se contenter d'une place dans le nouveau championnat de National 1 (D3).

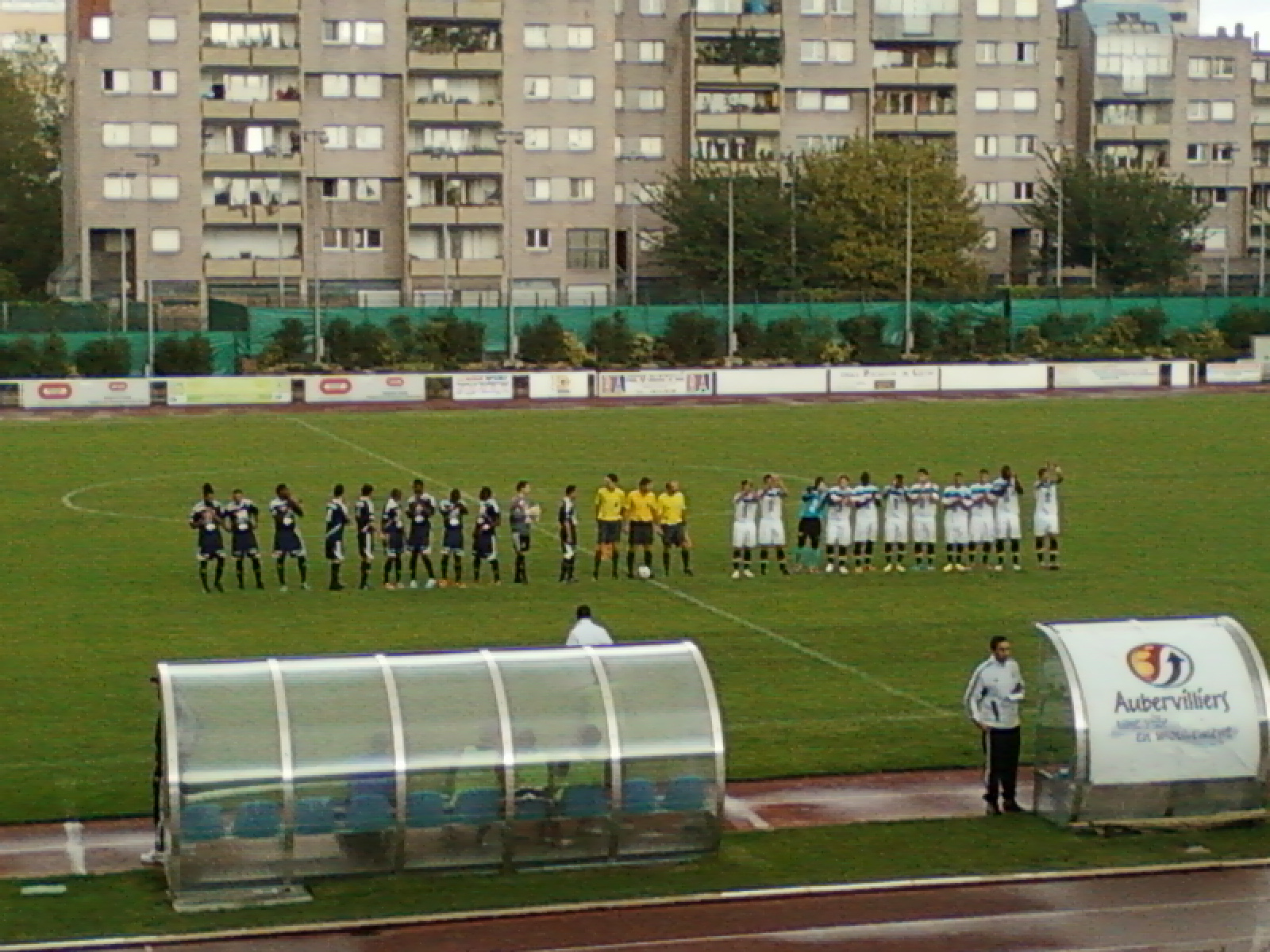
L'équipe (en bleu) lors du match contre Lille OSC B du 27 août 2011 au stade André-Karman.

Les trois saisons suivantes voient Aubervilliers se maintenir aisément. Parallèlement, le club dispute pour la première fois les 16es de finale de la Coupe de France face au Montpellier HSC. Devant 5 000 spectateurs, le CMA s'incline sur la plus petite des marges (0-1) au stade Auguste-Delaune à Saint-Denis. Les Albertivillariens descendent en CFA (D4) en 1997, puis en CFA 2 (D5) en 1998. Ils stagnent à ce niveau pendant cinq ans en disputant tantôt la montée, tantôt le maintien. En 2003, le CMA football devient le Football Club municipal d'Aubervilliers. Cette année marque aussi la descente du club en Division d'Honneur. Il faut attendre la saison 2009-2010 pour voir Aubervilliers faire son retour à l'échelon national. Depuis lors, le FCMA alterne les saisons entre les quatrième et cinquième divisions nationales.

## Palmarès et résultats

### Palmarès
| Compétitions nationales | Compétitions régionales                                            |
| --- | ------------------------------------------------------------------ |
| - Championnat de France D3 - Vainqueur de groupe : 1993 - Championnat de France D5 (CFA2/N3) - Vainqueur de groupe : 2010 et 2023 Coupes - Coupe de France - Meilleure performance : 16e de finale en 1995 | - Division d’Honneur Paris Île-de-France - Champion : 1990 et 2009 |

### Coupe de France
Les meilleurs parcours en Coupe de France du FCMA :
- 16e de finale contre Montpellier (0-1) en 1995 au stade Auguste-Delaune à Saint-Denis (5 000 spectateurs)[5]
- 32e de finale contre le Red Star (1-2) en 1997 au stade André-Karman à Aubervilliers (3 865 spectateurs)[6]
- 32e de finale contre Bordeaux (1-7) en 1998 au stade Bauer à Saint-Ouen (5 500 spectateurs)[7]
- 32e de finale contre le PSG (5-0) en 2010 au Parc des Princes à Paris (13 395 spectateurs)[8]

### Bilan saison par saison
| Saison    | Division                   | clas. | Pts | M.J. | Vic. | Nuls | Déf. | B.P. | B.C. | D.B. | Coupe de France |
| 1990/1991 | D4-Groupe B                | 2e    | 40  | 26   | 15   | 10   | 1    | 41   | 13   | +28  | tour prélim.    |
| 1991/1992 | D3-Groupe Est              | 7e    | 31  | 30   | 10   | 11   | 9    | 36   | 32   | +4   | 7e tour prélim. |
| 1992/1993 | D3-Groupe Est              | 1er   | 42  | 30   | 15   | 12   | 3    | 36   | 15   | +21  | 8e tour prélim. |
| 1993/1994 | National 1-Groupe A        | 5e    | 37  | 34   | 11   | 15   | 8    | 36   | 33   | +6   | 8e tour prélim. |
| 1994/1995 | National 1-Groupe A        | 9e    | 34  | 34   | 9    | 16   | 9    | 31   | 29   | +2   | 16e de finale   |
| 1995/1996 | National 1-Groupe A        | 8e    | 42  | 32   | 11   | 9    | 12   | 42   | 33   | +9   | tour prélim.    |
| 1996/1997 | National 1-Groupe B        | 17e   | 28  | 34   | 3    | 19   | 12   | 32   | 51   | -19  | 32e de finale   |
| 1997/1998 | CFA-Groupe A               | 16e   | 32  | 34   | 8    | 8    | 18   | 41   | 60   | -19  | 32e de finale   |
| 1998/1999 | CFA 2-Groupe H             | 8e    | 71  | 30   | 10   | 11   | 9    | 43   | 44   | -1   | 8e tour prélim. |
| 1999/2000 | CFA 2-Groupe A             | 11e   | 70  | 30   | 11   | 7    | 12   | 38   | 44   | -6   | tour prélim.    |
| 2000/2001 | CFA 2-Groupe H             | 2e    | 85  | 30   | 17   | 4    | 9    | 59   | 37   | +22  | 6e tour prélim. |
| 2001/2002 | CFA 2-Groupe B             | 9e    | 69  | 30   | 11   | 6    | 13   | 37   | 37   | 0    | 4e tour prélim. |
| 2002/2003 | CFA 2-Groupe B             | 13e   | 58  | 30   | 6    | 10   | 14   | 35   | 52   | -17  | 4e tour prélim. |
| 2003/2004 | DH-Paris Île de France     | 8e    | 55  | 26   | 6    | 11   | 9    | 29   | 38   | -9   | 4e tour prélim. |
| 2004/2005 | DH-Paris Île de France     | 9e    | 57  | 26   | 9    | 6    | 11   | 27   | 39   | -12  | 4e tour prélim. |
| 2005/2006 | DH-Paris Île de France     | 2e    | 81  | 26   | 16   | 7    | 3    | 49   | 27   | +22  | 6e tour prélim. |
| 2006/2007 | DH-Paris Île de France     | 6e    | 64  | 26   | 9    | 11   | 6    | 35   | 27   | +8   | 4e tour prélim. |
| 2007/2008 | DH-Paris Île de France     | 7e    | 58  | 26   | 9    | 6    | 11   | 29   | 37   | -8   | tour prélim.    |
| 2008/2009 | DH-Paris Île de France     | 1er   | 80  | 26   | 16   | 6    | 4    | 40   | 25   | +15  | 4e tour prélim. |
| 2009/2010 | CFA 2-Groupe B             | 1er   | 96  | 30   | 19   | 9    | 2    | 55   | 21   | +34  | 32e de finale   |
| 2010/2011 | CFA-Groupe A               | 13e   | 70  | 32   | 9    | 11   | 12   | 40   | 45   | -5   | 5e tour prélim. |
| 2011/2012 | CFA-Groupe A               | 2e    | 98  | 34   | 19   | 7    | 8    | 53   | 34   | +19  | 5e tour prélim. |
| 2012/2013 | CFA-Groupe A               | 6e    | 81  | 34   | 14   | 5    | 15   | 35   | 44   | -9   | 7e tour prélim. |
| 2013/2014 | CFA-Groupe A               | 3e    | 73  | 28   | 12   | 9    | 7    | 35   | 35   | 0    | 5e tour prélim. |
| 2014/2015 | CFA-Groupe B               | 7e    | 73  | 30   | 11   | 10   | 9    | 29   | 35   | -6   | 7e tour prélim. |
| 2015/2016 | CFA-Groupe A               | 15e   | 54  | 30   | 4    | 12   | 14   | 27   | 47   | -20  | 7e tour prélim. |
| 2016/2017 | CFA 2-Groupe B             | 6e    | 37  | 26   | 10   | 7    | 9    | 39   | 35   | +4   | 6e tour prélim. |
| 2017/2018 | National 3 (Île-de-France) | 2e    | 45  | 26   | 13   | 6    | 7    | 38   | 32   | +6   | 32e de finale   |
| 2018/2019 | National 3 (Île-de-France) | 3e    | 42  | 26   | 12   | 6    | 8    | 47   | 34   | +13  | 6e tour prélim. |
| 2019/2020 | National 3 (Île-de-France) | 8e    | 21  | 17   | 5    | 6    | 6    | 17   | 20   | -3   | 4e tour prélim. |
| 2020/2021 | National 3 (Île-de-France) | 2e    | 13  | 6    | 4    | 1    | 1    | 11   | 6    | +5   | 4e tour prélim. |
| 2021/2022 | National 3 (Île-de-France) | 5e    | 39  | 26   | 10   | 9    | 7    | 31   | 32   | -1   | 4e tour prélim. |
| 2022-2023 | National 3 (Île-de-France) | 1er   | 44  | 26   | 12   | 8    | 6    | 45   | 40   | +5   | 8e tour prélim. |

## Identité

### Logos

Logo jusqu'en 2024.
Logo depuis 2024.

## Joueurs
L'international français Abou Diaby a évolué dans les catégories de jeunes du club mais n'a jamais porté le maillot de l'équipe première, ce qui justifie son absence dans la catégorie précitée.
Les internationaux ivoiriens Cheick Doukouré et Ismaël Diomandé, ayant évolué tous les deux en Ligue 1, ont également été formés au FCMA. De même qu'Haris Belkebla, international algérien, ou encore Loïck Landre, ancien capitaine de l'équipe de France espoirs.
Le milieu de terrain passé professionnel au Paris Saint-Germain Warren Zaïre-Emery a été formé au club de 2011 à 2014.